# Brit mila
Brit mila (hebrejsko בְּרִית מִילָה, zaveza o obrezovanju) je judovski verski obred opravljen pri moškem potomcu osmi dan po rojstvu. Skozi obrezanje novorojenec simbolično sprejme zavezo sklenjeno med Bogom in Abrahamom in postane otrok Izraela.

## Biblijsko ozadje
Dogovoru med Bogom in Abrahamom, vsebuje odlomek Stare zaveze.
Bog je rekel Abrahamu: »Ti pa se dŕži moje zaveze, ti in tvoji potomci za teboj iz roda v rod! To je moja zaveza, ki se je držite, zaveza med menoj in vami ter tvojimi potomci za teboj: vsak moški pri vas naj bo obrezan! Obrežite si meso svojih prednjih kožic! To bodi znamenje zaveze med menoj in vami! Osem dni po rojstvu naj bodo obrezani vsi moški iz roda v rod, najsi bodo rojeni v hiši ali pridobljeni za denar od katerega koli tujca, ki ni izmed tvojih potomcev. Oboji morajo biti obrezani, rojeni v tvoji hiši in pridobljeni za tvoj denar. Takó bo moja zaveza v vašem mesu večna zaveza. Kar pa zadeva neobrezanega moškega, ki ni obrezan na mesu svoje prednje kožice, naj bo iztrebljen iz svojega ljudstva; prelomil je mojo zavezo.« 
Potem je Bog rekel Abrahamu: »Svoje žene Saráje ne imenuj več Sarája, temveč Sara bodi njeno ime! Blagoslovil jo bom in ti dal sina tudi od nje; blagoslovil jo bom, da bodo iz nje nastali narodi in bodo kralji ljudstev izšli iz nje.« Abraham je padel na obraz in se zasmejal. Rekel si je: »Ali se bo stoletniku rodil sin? Ali bo devetdesetletna Sara rodila?« Abraham je rekel Bogu: »O da bi le Izmael živel pred teboj!« Bog pa je odgovoril: »Ne, temveč tvoja žena Sara ti bo rodila sina in dal mu boš ime Izak. Sklenil bom z njim svojo zavezo kot večno zavezo za njegove potomce za njim. Tudi glede Izmaela sem te uslišal; glej, blagoslovil ga bom in ga naredil rodovitnega ter ga silno namnožil; dvanajst knezov se mu bo rodilo in naredil bom iz njega velik narod. Svojo zavezo pa bom sklenil z Izakom, ki ti ga bo rodila Sara čez leto dni.« Ko je Bog nehal govoriti z njim, se je vzdignil od Abrahama. 
Abraham je vzel sina Izmaela, vse, ki so bili rojeni v hiši, in vse, ki so bili pridobljeni za denar, vse moške izmed ljudi Abrahamove hiše, in obrezal meso njihove prednje kožice še isti dan, kakor mu je Bog naročil. Ko je bil Abraham obrezan na mesu svoje prednje kožice, je bil star devetindevetdeset let, njegovemu sinu Izmaelu pa je bilo trinajst let, ko je bil obrezan na mesu svoje prednje kožice. Istega dne sta bila obrezana Abraham in njegov sin Izmael. Z njim vred so bili obrezani vsi moški njegove hiše, rojeni v hiši in za denar kupljeni od tujcev.

## Medicinski vidik
Na otroku, ki je rojen predčasno ali ima resne zdravstvene težave, se obrezanja ne opravi. Ali je otrok telesno zdrav lahko presodijo zdravnik oziroma starši. 

## Spreobrnitve
Verski spreobnjenec v judovsko mora opraviti obrezovanje tekom faze spreobrnitve, ki navadno traja nekaj let. Pri tistih, ki so obrezovanje opravili predhodno iz higienskega ali drugega razloga, ponovitev ni mogoča. V tem primeru je med obredom Hatafat dam brit potrebna kaplja krvi iz območja spolnega uda. 